# Aml Maple
Aml Maple — индикатор языка (раскладки клавиатуры), показывающий язык ввода цветом в текстовом и «мышином» курсоре - т.е. непосредственно в том самом месте, где набирается текст.  Индикатор отображается постоянно, из-за чего нет необходимости проверять язык ввода в системном трее Windows, что удобно при работе с постоянным многоязыковым вводом, при скрытой панели задач или при использовании программ в полноэкранном режиме.
Язык может отображаться несколькими способами (все вместе или по отдельности): 
| Способ отображения языка   | Сущность отображения |
| -------------------------- | --- |
| Цвет текстового курсора    | Мигающий текстовый курсор изменяет свой цвет, в зависимости от активного языка, при изменении текущего языка изменяется цвет курсора в точке ввода текста. |
| Флажок в указателе мыши    | Указатель изменяет свой внешний вид в зависимости от активного языка в окне под курсором мыши. Вид указателя мыши изменяется только для элементов пользовательского интерфейса, в которых можно работать с текстом. Для всех остальных элементов указатель мыши остается без изменения. |
| Флажок в текстовом курсоре | В текстовом курсоре отображается флажок страны для активного языка. |

Aml Maple исправляет неправильно набранный текст: "ghbdtn" вместо "привет" — то есть изменяет английский текст на русский и наоборот, русский на английский. При этом, замена может происходить не только между русским и английским языками, но и на любой другой язык.
Помимо всего прочего, приложение имеет многоязычный пользовательский интерфейс и справочную систему. В дистрибутив уже включены русский, украинский, английский, немецкий, греческий, казахский, сербский, польский, турецкий, иврит и корейский языки пользовательского интерфейса.

## Лицензия
В таблице представленные возможные лицензии программы
|               | Тип лицензии | Количество компьютеров |
| ------------- | ------------ | ---------------------- |
| Персональная  | личная       | 1                      |
| Домашняя      | личная       | 4                      |
| Бизнес        | коммерческая | 20                     |
| Корпоративная | коммерческая | не ограничено          |

Русский веб-сайт Aml Maple
Английский веб-сайт Aml Maple
Техническая поддержка